# Jiangwan (köpinghuvudort i Kina, Heilongjiang Sheng, lat 46,16, long 129,61)
Jiangwan (kinesiska: 江湾, 江湾镇) är en köpinghuvudort i Kina. Den ligger i provinsen Heilongjiang, i den nordöstra delen av landet, omkring 230 kilometer öster om provinshuvudstaden Harbin. Antalet invånare är 30 406. Befolkningen består av 14 719 kvinnor och 15 687 män. Barn under 15 år utgör 15,0 %, vuxna 15-64 år 78 %, och äldre över 65 år 6,0 %.
Runt Jiangwan är det ganska tätbefolkat, med 78 invånare per kvadratkilometer. Närmaste större samhälle är Yilan, 18,0 km norr om Jiangwan. Trakten runt Jiangwan består till största delen av jordbruksmark.
Genomsnittlig årsnederbörd är 811 millimeter. Den regnigaste månaden är juli, med i genomsnitt 177 mm nederbörd, och den torraste är januari, med 5 mm nederbörd.